# Vippepunkt
Inden for klimaforskning er et vippepunkt en kritisk tærskel, som hvis den overskrides medfører store og ofte uafvendelige klimaforandringer, som sandsynligvis vil få stor indvirkning på mange menneskers liv. Mulige vippepunkter forekommer mange steder i klimasystemet, fx i økosystemer, iskapper og cirkulationsmønstre i verdenshave og atmosfære.
Gennem geologisk tid er der mange gange forekommet ret bratte temperaturændringer, som kan have medført, at vippepunkter er blevet overskredet. Når et vippepunkt overskrides, er den tilhørende forandring ikke nødvendigvis pludselig, selv om den godt kan være det. Fx vil Grønlands indlandsis ved en global opvarmning på mellem 1 og 4 °C passere et vippepunkt, som vil få den til at forsvinde, men der vil gå flere tusind år, før den er smeltet helt væk. Der er flere slags vippepunkter: nogle forårsages af størrelsen af klimaændringer, andre af deres hastighed, mens en tredje kategori skyldes mere kortvarige klimaændringer.
Med den nuværende globale opvarmning på lidt over 1 °C, sammenlignet med tiden før industrialiseringen, vil vippepunkter kunne forekomme, mens de vil være meget sandsynlige, hvis den globale opvarmning når op på 2 °C. Visse vippepunkter er muligvis i disse år tæt på at blive overskredet, eller er allerede overskredet, fx vedrørende iskapperne i Grønland og det vestlige Antarktis, foruden regnskovene i Amazonas og tropiske koralrev. Der er fare for, at hvis et vippepunkt overskrides, vil dette kunne udløse en sneboldeffekt af andre vippepunkter, med alvorlige følger.